# Щербак Микола (маляр)
Щерба́к Мико́ла (* 1895 — ?) — маляр, реставратор і консерватор родом з Катеринослава. Мистецьку освіту здобув у Харківській мистецькій школі (з 1914), Київській (1918—1919) і Варшавській (1922—1927) академіях мистецтв. Учасник виставок мистецького гуртка «Спокій» у Варшаві, Львові і за кордоном.